# Lista de finais em duplas mistas do tênis nos Jogos Olímpicos
Esta é a lista de finais em duplas mistas do tênis nos Jogos Olímpicos de Verão.

## Por ano

### Disputa pela medalha de ouro
| Ano       | Cidade-sede    | Medalhistas de ouro                            | Medalhistas de prata                   | Resultado                            |
| --------- | -------------- | ---------------------------------------------- | -------------------------------------- | ------------------------------------ |
| 2024      | Paris          |                                                |                                        |                                      |
| 2020      | Tóquio         | ROC Anastasia Pavlyuchenkova ROC Andrey Rublev | ROC Elena Vesnina ROC Aslan Karatsev   | 3–6, 77–6, [10–8]                    |
| 2016      | Rio de Janeiro | USA Bethanie Mattek-Sands USA Jack Sock        | USA Venus Williams USA Rajeev Ram      | 36–7, 6–1, [10–7]                    |
| 2012      | Londres        | BLR Victoria Azarenka BLR Max Mirnyi           | GBR Laura Robson GBR Andy Murray       | 2–6, 6–3, [10–8]                     |
| 2008–1928 | 2008–1928      | não incluído na programação olímpica           | não incluído na programação olímpica   | não incluído na programação olímpica |
| 1924      | Paris          | USA Hazel Wightman USA Richard Williams        | USA Marion Jessup USA Vincent Richards | 6–2, 6–3                             |
| 1920      | Antuérpia      | FRA Suzanne Lenglen FRA Max Decugis            | GBR Kathleen McKane GBR Max Woosnam    | 6–4, 6–2                             |
| 1912      | Estocolmo      | GER Dorothea Köring GER Heinrich Schomburgk    | SWE Sigrid Fick SWE Gunnar Setterwall  | 6–4, 6–0                             |
| 1908–1904 | 1908–1904      | não incluído na programação olímpica           | não incluído na programação olímpica   | não incluído na programação olímpica |
| 1900      | Paris          | GBR Charlotte Cooper GBR Reginald Doherty      | ZZX Hélène Prévost ZZX Harold Mahony   | 6–2, 6–4                             |

### Disputa pela medalha de bronze
| Ano       | Cidade-sede    | Medalhistas de bronze                                               | Quarto lugar                                                        | Resultado                                                           |
| --------- | -------------- | ------------------------------------------------------------------- | ------------------------------------------------------------------- | ------------------------------------------------------------------- |
| 2024      | Paris          |                                                                     |                                                                     |                                                                     |
| 2020      | Tóquio         | SRB Nina Stojanović SRB Novak Djokovic                              | AUS Ashleigh Barty AUS John Peers                                   | w.o.                                                                |
| 2016      | Rio de Janeiro | CZE Lucie Hradecká CZE Radek Štěpánek                               | IND Sania Mirza IND Rohan Bopanna                                   | 6–1, 7–5                                                            |
| 2012      | Londres        | USA Lisa Raymond USA Mike Bryan                                     | GER Sabine Lisicki GER Christopher Kas                              | 6–3, 4–6, [10–4]                                                    |
| 2008–1928 | 2008–1928      | não incluído na programação olímpica                                | não incluído na programação olímpica                                | não incluído na programação olímpica                                |
| 1924      | Paris          | NED Kornelia Bouman NED Hendrik Timmer                              | GBR Kathleen McKane GBR John Gilbert                                | w.o.                                                                |
| 1920      | Antuérpia      | TCH Milada Skrbková TCH Ladislav Žemla                              | DEN Amoury Folmer-Hansen DEN Erik Tegner                            | 8–6, 6–4                                                            |
| 1912      | Estocolmo      | FRA Marguerite Broquedis FRA Albert Canet                           | GER Micken Rieck GER Oskar Kreuzer                                  | w.o.                                                                |
| 1908–1904 | 1908–1904      | não incluído na programação olímpica                                | não incluído na programação olímpica                                | não incluído na programação olímpica                                |
| 1900      | Paris          | não houve final: os perdedores das semifinais conquistaram o bronze | não houve final: os perdedores das semifinais conquistaram o bronze | não houve final: os perdedores das semifinais conquistaram o bronze |

## Estatísticas

### Medalhas por país
| Ordem | País               | Medalha de ouro | Medalha de prata | Medalha de bronze |   |
| ----- | ------------------ | --------------- | ---------------- | ----------------- | - |
| 1     | USA Estados Unidos | 2               | 2                | 1                 | 5 |
| 2     | GBR Grã-Bretanha   | 1               | 2                |                   | 3 |
| 3     | RUS Rússia         | 1               | 1                |                   | 2 |
| 4     | FRA França         | 1               |                  | 1                 | 2 |
| 5     | GER Alemanha       | 1               |                  |                   | 1 |
|       | BLR Bielorrússia   | 1               |                  |                   | 1 |
| 7     | ZZX Equipa mista   |                 | 1                | 1                 | 2 |
| 8     | SWE Suécia         |                 | 1                |                   | 1 |
| 9     | CZE Chéquia        |                 |                  | 2                 | 2 |
| 10    | NED Países Baixos  |                 |                  | 1                 | 1 |
|       | SRB Sérvia         |                 |                  | 1                 | 1 |

Obs: A Checoslováquia está incluída em República Checa, assim como o ROC está incluído na Rússia.
As medalhas das equipes mistas não foram contabilizadas individualmente paras as nações.